# Pseudomuscari coeleste
Pseudomuscari coeleste là một loài thực vật có hoa trong họ Măng tây. Loài này được (Fomin) Garbari miêu tả khoa học đầu tiên năm 1970.